# Symmachia batesi
Espèce
Symmachia batesi est un insecte lépidoptère appartenant à la famille  des Riodinidae et au genre Symmachia.

## Taxonomie
Symmachia batesi a été décrit par Otto Staudinger en 1887 sous le nom de Cricosoma batesi.

## Description
Symmachia batesi est un papillon rouge très ornementé de noir avec une marge noire, une ligne submarginale de points noir puis sur toute la surface des taches noires confluentes.
Le revers présente la même ornementation en marron sur un fond ocre clair.

## Écologie et distribution
Symmachia batesi est présent au Brésil.

### Protection
Pas de statut de protection particulier.